# ساري أباشا
ساني ساري أباشا (26 أكتوبر 1978- 3 أكتوبر 2013) كان مدافعًا نيجيريًا لكرة القدم ولعب مع نادي كوارا يونايتد لكرة القدم. سبب الوفاة غير معروف.